# فرانك أوكونور (لاعب دوري الرغبي)
فرانك أوكونور (بالإنجليزية: Frank O'Connor)‏ هو لاعب دوري الرغبي أسترالي، ولد في 1906، وتوفي في 23 أغسطس 1964.